# Abû al-Yaqzan Muhammad
Vous pouvez aider à l'améliorer ou bien discuter des problèmes sur sa page de discussion.
- Certaines informations devraient être mieux reliées aux sources mentionnées dans la bibliographie ou les liens externes. Améliorez sa vérifiabilité en les associant par des références. (Marqué depuis février 2025)
- La traduction doit être revue. Le contenu est difficilement compréhensible à cause d’erreurs de traduction, peut-être dues à l’utilisation d’un logiciel de traduction automatique. (Marqué depuis février 2025)

Abu'l Yakzan Muhammad ibn Aflah ( arabe : أبو اليقزان محمد بن الأفلح ; mort en 894 ) est le 5e imam de l'État rostémide de 874 à 894 .

## Biographie
Abu'l Yakzan Muhammad est le deuxième fils de l'imam Aflah ibn Abd al-Wahhab. Il est élevé à la cour et reçoit une bonne éducation. Dans sa jeunesse, il décide d'accomplir le pèlerinage à la Mecque, mais en chemin il est capturé par un détachement abbasside qui le fait prisonnier et l'envoie à Bagdad. En 873, il est libéré pour s'opposer à son frère Abou Bakr, qu'il renverse en 874.
Il peut rapidement stabiliser la situation politique grâce à son autorité parmi la communauté des Idabites. Connu par ses contemporains pour être un homme pieux et humble, il développe une politique de tolérance envers les autres sectes islamiques, dont de nombreux représentants résident à Tahert, capitale de la dynstie des Rostémides. Passionné de savoirs, il encourage les discussions académiques entre savants et oulémas (munazhari), auxquelles il participe lui-même.
Lors de son règne, il tente de mettre en œuvre la politique de son père. Cependant, le conflit entre les tribus berbères s'intensifie et en 879, il s'oppose aux Aghlabides. Au même moment, l'imam Muhammad est vaincu par la tribu berbère des Hawar et est contraint de quitter la capitale.
En 880, il bat l'émir aghlabide Ibrahim II en Tripolitaine. Il revient à Tahert en 881 avec l'aide des Berbères Luwat et Nefzaoua. En conséquence, les cheikhs de ce dernier gagnent une influence considérable dans la région. A partir de cette époque, l'imam doit donc cependant compter avec les Berbères et son pouvoir théocratique reste limité. Les conflits avec l’État idrisside deviennent également plus fréquents.
Durant les dernières années de son règne, il tente de restaurer sa puissance militaire et économique. Il meurt en 894. Son fils Abû-Hâtim Yûsuf lui succède sur le trône.
Tout au long de sa vie, imitant son père, Abu'l Yakzan Muhammad  s'intéresse à diverses sciences. De son œuvre on n'en connaît que des extraits d'une quarantaine d'œuvres. Bâtisseur, il contribue à la création d'une bibliothèque à Tahert - al-Ma'shuma.

## Crédit d'auteurs
- (uk) Cet article est partiellement ou en totalité issu de l’article de Wikipédia en ukrainien intitulé « Абу'л Якзан Мухаммед ібн Афлах » (voir la liste des auteurs).